# Too Dead for Me E.P.
Too Dead for Me – minialbum niemieckiego zespołu digital hardcore Atari Teenage Riot, wydany 1 października 1999 roku. Tytułowy utwór "Too Dead for Me" jest singlem promującym trzeci album studyjny grupy 60 Second Wipe Out. Utwory "Revolution Action", "Death of a President D.I.Y.!" i "No Remorse" pojawiły się później na kompilacji Redefine the Enemy!: Rarities and B-Sides Compilation 1992–1999. Utwory "noise" na wydaniu winylowym są osobnymi piosenkami, lecz na wydaniu CD są połączone z trzema piosenkami.

## Lista utworów
CD
1. "Too Dead for Me" / "(noise #2)" - 4:23
2. "Revolution Action" (na żywo w San Francisco, 1999) / "noise #3" - 4:45
3. "Anarchy 999" (Real Mix) (feat. D-Stroy, Freestyle, Jise, Q-Unique & Kinetics) - 4:01
4. "Death of a President D.I.Y.!" (Accapella) - 0:28
5. "No Remorse" (na żywo w Nowym Jorku, 1999) / "noise #1" - 5:36

Vinyl
Strona A
1. "Too Dead for Me" - 3:52
2. "(noise #2)" - 0:31
3. "Revolution Action" (na żywo w San Francisco, 1999) - 4:01
4. "noise #3" - 0:44

Strona B
1. "Anarchy 999" (Real Mix) (feat. D-Stroy, Freestyle, Jise, Q-Unique & Kinetics) - 4:01
2. "Death of a President D.I.Y.!" (Accapella) - 0:28
3. "No Remorse" (na żywo w Nowym Jorku, 1999) - 4:27
4. "noise #1 - 1:09